# Chlebowo (województwo lubuskie)
Chlebowo (niem. Niemaschkleba, 1935–1945 Lindenhain, dolnołużycki Namašklěb, w latach 1947–1953 Niemaszchleba) – wieś sołecka w Polsce położona w województwie lubuskim, w powiecie krośnieńskim, w gminie Gubin, w pobliżu Odry, przy drodze wojewódzkiej nr 138 Gubin – Gorzów Wielkopolski.
W latach 1954–1968 wieś należała i była siedzibą władz gromady Chlebowo, po jej zniesieniu w gromadzie Wałowice. 
W latach 1975–1998 miejscowość administracyjnie należała do województwa zielonogórskiego.

## Nazwa
Nazwa miejscowości wywodzi się od słowiańskiej nazwy oznaczającej pieczywo – chleb, która funkcjonuje w tej samej formie zarówno po polsku jak po łużycku. W 1295 w kronice łacińskiej Liber fundationis episcopatus Vratislaviensis (pol. Księga uposażeń biskupstwa wrocławskiego) miejscowość wymieniona jest w zlatynizowanej formie Schwchleb oraz Nemascleb. W październiku 1935 roku po dojściu do władzy narodowych socjalistów Niemcy chcąc zatrzeć ślady łużyckie zmienili nazwę z Niemaszchleba na całkowicie niemiecką nazwę Lindenhain. Po 1945 roku stosowano nazwę Niemaszchleba, która została oficjalnie przyjęta w 1947 roku na trzeciej konferencji Komisji Ustalania Nazw Miejscowych. W 1953 roku opublikowano zarządzenie Prezesa Rady Ministrów zmieniające nazwę Niemaszchleba na Chlebowo.

## Historia
Wieś położona na terenie historycznych Łużyc Dolnych, przed 1815 należała do Saksonii, następnie do Prus i zjednoczonych Niemiec, od 1945 do Polski.
Od roku 1353 do XIX wieku wieś należała do Gubina (Guben). Wieś na przestrzeni dziejów przechodziła różne etapy. W 1429 roku wojska wycofujące się z kierunku Krosna paliły napotkane wsie – spłonęła również Niemaszchleba. W 1441 roku została dana w zastaw za 100 kop czeskich groszy rodzinie v. Kalckreuth. W 1648 wieś została spustoszona. 
Do historii przeszła skarga mieszkańców Chlebowa z 1664 r., gdy parafianie miejscowego kościoła ewangelickiego żądali od władcy Saksonii Christiana odprawiania nabożeństw w języku słowiańskim.
Nawierzchnia drogi wiejskiej ułożona jest z brukowca. Do wsi należały gubeńskie lasy, kolonia (niem. Augustwalde), boczny folwark, owczarnia na wrzosach położona nad jeziorem Głębokim i pojedyncze gospodarstwo o nazwie (niem. Panicke), które w 1867 r. zostało odbudowane jako leśniczówka. W tym samym roku oprócz dwóch folwarków wspomina się również dwa młyny wodne. Między miejscowościami Chlebowo i Połęcko istnieje możliwość przepłynięcia Odry promem.
Wieś od 2003 roku posiada sieć wodną. Od 2007 roku w Chlebowie odbywa się Święto Chleba, którego organizatorami są Stowarzyszenie na Rzecz Rozwoju Gminy Gubin i Rada Sołecka.

## Zabytki
Do wojewódzkiego rejestru zabytków wpisany jest:
- kościół parafialny pod wezwaniem świętego Józefa, gotycki z XIII wieku, przebudowany w XIV, XV i XVI wieku[17][18]. W XV oraz XVIII–XIX stuleciu dokonana została jego przebudowa, a po 1945 roku dostawiono od strony zachodniej przedsionek. W 1900 roku rozebrano wieżę, która groziła zawaleniem[19]. Jest salową budowlą założoną na rzucie prostokąta. Po południowej stronie dobudowano kruchtę. Posiada wspólny dach nad nawą i prezbiterium. Wyposażenie świątyni stanowi wykonany współcześnie elektryczny ołtarz oraz ławki[20].

inne zabytki:
- pomnik ku czci żołnierzy z I wojny światowej, obecnie figura maryjna, znajduje się obok kościoła[19].